# Playa de la Ensenada de los Galápagos
La playa De la Ensenada de los Galápagos está situada en la Ciudad Autónoma de Melilla, España. Se accede a través del foso de Santiago, posee una longitud de alrededor de 200 metros y un ancho promedio de 30 metros.
En el año 2015 esta playa fue galardonada con bandera azul y es de las más visitadas por toda Melilla por su ubicación y fácil acceso.